# Яп (спортивный комплекс)
Спортивный комплекс Яп расположен в Гагил-Томил , штат Яп, Федеративные Штаты Микронезии . Это национальный стадион и место проведения спортивных мероприятий на Япе. Вместимость стадиона составляет около 2000 человек, он был построен в 2001 году .В 2018 году он был отремонтирован и расширен к 9-м Микронезийским играм, впервые проводимым штатом Яп .
На объекте есть газон и взлетно-посадочная полоса.